# 北贝加尔斯克
北贝加尔斯克（俄语：Северобайка́льск）是位于俄罗斯布里亚特共和国的一座城市。位于贝加尔湖北端，乌兰乌德西北440公里，伊尔库茨克东北490公里处。人口25,800人（2006年估计）。